# Леви, Эрнст
Эрнст Леви (нем. Ernst Levy; 18 ноября 1895, Базель — 19 апреля 1981, Морж) — швейцарский пианист, композитор и музыкальный педагог.

## Биография
Дебютировал в шестилетнем возрасте, исполнив концерт Йозефа Гайдна. Учился в Базельской консерватории у Ханса Хубера и Эгона Петри, затем в Париже у Рауля Пуньо. С 1917 года преподавал в Базельской консерватории. С 1925 года — вновь в Париже, концертировал как пианист, преподавал частным образом, с 1928 года руководил хором. В 1941 году эмигрировал в США, в дальнейшем принял американское гражданство. Преподавал в Консерватории Новой Англии, Чикагском университете, Массачусетском технологическом институте и других учебных заведениях. В 1966 году вышел на пенсию и вернулся в Швейцарию.
Эрнсту Леви принадлежит 15 симфоний, сочинённых в 1920—1967 годах, а также девять кантат, многочисленная камерная музыка, сочинения для фортепиано дидактического характера. Оригиналы нот Леви хранятся в Библиотеке города Базель.
Его сын, Франк Эзра Леви (1930 — 2017), также стал композитором и виолончелистом.